# Prethophion latus
Prethophion latus là một loài tò vò trong họ Ichneumonidae.